# Piana (Francja)

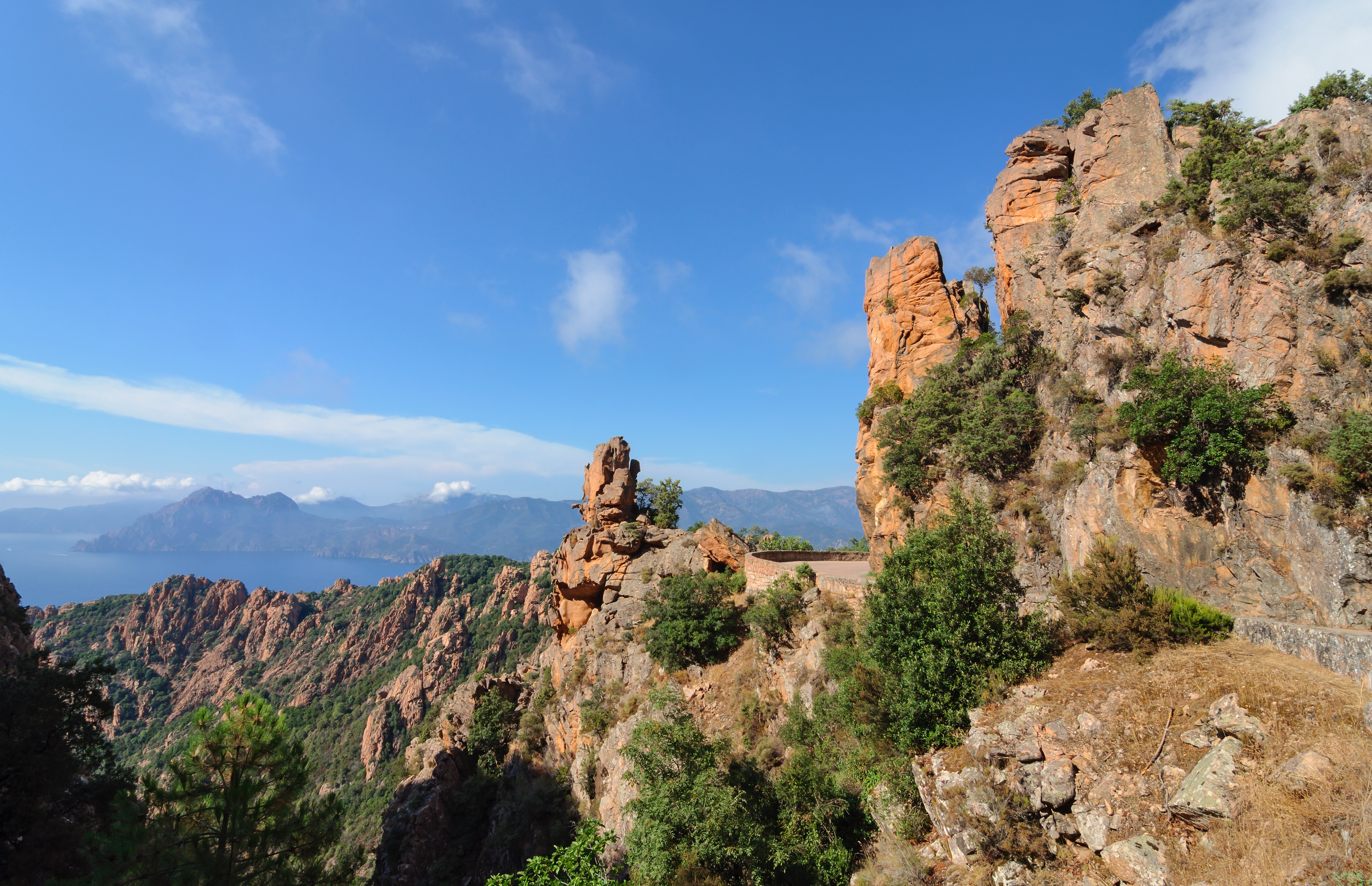
skaliste okolice zatoki Piany

Piana – miejscowość i gmina we Francji, w regionie Korsyka, w departamencie Korsyka Południowa, leżąca na zachodnim wybrzeżu wyspy nad wrzynającą się w głąb lądu fiordowatą zatoką. Przy krętej nadmorskiej drodze prowadzącej w kierunku Ajaccio znajdują się interesujące formacje skalne zwane Les Calanches.
Według danych na rok 1990 gminę zamieszkiwało 500 osób, a gęstość zaludnienia wynosiła 8 osób/km².